# 高瀬神社駅
高瀬神社駅（たかせじんじゃえき）は、かつて富山県東礪波郡井波町（現南砺市）にあった加越能鉄道加越線の駅（廃駅）。

## 歴史
- 1915年（大正4年）7月21日：砺波鉄道の開業により高瀬村駅として開業[1]。
- 1919年（大正8年）9月17日：加越鉄道の駅となる[2]。
- 1941年（昭和16年）：高瀬神社駅と改称する[3]。
- 1943年（昭和18年）1月1日：富山地方鉄道の駅となる[2]。
- 1950年（昭和25年）10月23日：加越能鉄道の駅となる[2]。
- 1972年（昭和47年）9月16日：加越線の廃止により廃駅[2]。

## 隣の駅
加越能鉄道
加越線
焼野駅 - 高瀬神社駅 - 井波駅